# 锡德兰迪亚
锡德兰迪亚是巴西马拉尼昂州的一个市镇。总面积1464.421平方公里，总人口12877人，人口密度8.8人/平方公里。